# Frederick Law Olmsted, Jr.

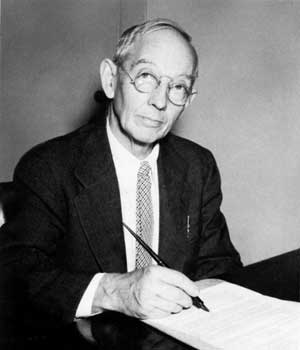
Frederick Law Olmsted, Jr.

Frederick Law Olmsted, Jr. (* 24. Juli 1870 in Staten Island, New York City, USA; † 25. Dezember 1957 in Malibu (Kalifornien)) war ein US-amerikanischer Landschaftsarchitekt, der besonders für seine Bemühungen um den Artenschutz bekannt wurde. Er engagierte sich sein Leben lang für Nationalparks und arbeitete an Projekten im Acadia National Park, den Everglades und im Yosemite National Park.

## Familie und Ausbildung
Olmsted war der Sohn von Frederick Law Olmsted und Mary Cleveland Perkins und ein Halbbruder von John Charles Olmsted.
Nach seinem Abschluss an der Roxbury Latin School im Jahre 1890 ging er bei seinem berühmten Vater in die Lehre und erwarb im Jahre 1894 seinen Bachelor-Titel an der Harvard University.
Olmsted heiratete im März 1911 Sarah Hall Sharples.
Olmsted, Jr. starb während eines Besuchs bei Freunden in Malibu (Kalifornien) und wurde auf dem Old North Cemetery in Hartford (Connecticut) begraben.

## Berufsleben
Frederick Law Olmsted Junior arbeitete schon früh (noch in der Firma seines Vaters) an zwei herausragenden Projekten: der Weltausstellung von 1893 in Chicago, die dem vierhundertsten Jahrestag der Entdeckung Amerikas durch Kolumbus gewidmet war, und dem größten in Privatbesitz befindlichen Haus in den Vereinigten Staaten, dem als Biltmore Estate bekannt gewordenen Herrenhaus George Vanderbilts in North Carolina.
Nach seinem Studium in Harvard wurde er 1895 Partner in der Landschaftsarchitekturfirma seines Vaters in Brookline (Massachusetts). Kurz danach zog sich sein Vater ins Privatleben zurück.
Olmsted und sein Halbbruder John Charles Olmsted übernahmen die Leitung der Firma und nannten sie in Olmsted Brothers um. Für die nächste halbe Jahrhundert wickelte das Unternehmen Tausende von Landschaftsprojekten in den USA ab.
1900 kam Olmsted an die Harvard-Universität zurück und führte dort als Hochschullehrer den ersten formalen Ausbildungsgang für Landschaftsarchitektur ein.
Präsident Theodore Roosevelt ernannte ihn 1901 zum Mitglied der McMillan Kommission (Senate Park Improvement Commission für den District of Columbia).
Mit anderen bemerkenswerte Persönlichkeiten wie Daniel Burnham, Charles Follen McKim und Augustus Saint-Gaudens arbeitete er an dem Auftrag, „Aufgreifen und Weiterentwickeln der jahrhundertealten Pläne von Major L’Enfant für Washington und Anpassen an die heutigen Bedingungen.“
Die American Civic Association ließ sich 1910 bei der Schaffung eines neuen Büros für Nationalparks von ihm beraten. Dies mündete in eine sechs Jahre dauernde Korrespondenz, dabei der folgende auszugsweise zitierte Brief:

„Die gegenwärtige Situation bezüglich Nationalparks ist sehr schlecht. Sie wurden einer nach dem anderen durch Kongressbeschlüsse geschaffen, die weder klar festlegten, welchen Zielen die herausgenommenen Ländereien dienen sollten, noch jegliche ordnungsgemäße und effiziente Mittel zur Sicherung der Parks bereitstellten […] Ich habe zu verschiedenen Zeiten zwei Vorschläge gemacht, von denen einer war […] die Definition der Ziele und Zwecke, nach denen die Nationalparks und Denkmäler vom Nationalparkbüro verwaltet werden sollten.“

Sein bester Beitrag bestand aus wenigen einfachen Worten, die den nachfolgenden Generationen in Amerika als Leitfaden für den Natur- und Denkmalschutz in den National Park Service Organic Act aufgenommen wurden:

„Um die Landschaft und die natürlichen und historischen Objekte und das wilde Leben darin zu erhalten und Freude beim Betrachten derselben zu bieten und sie in solcher Weise und durch solche Mittel zur Freude der zukünftigen Generationen unversehrt hinterlassen.“

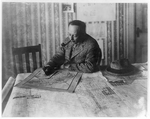
Frederick Law Olmsted, Jr. an seinem Zeichentisch

1920 umfassten seine bekannteren Projekte Pläne für Stadtpark-Systeme und Grünstreifen im ganzen Land. Während seiner Arbeit für die California State Park Commission (jetzt Teil der California Department of Parks and Recreation) im Jahr 1928 führte Olmsted eine landesweite Umfrage bezüglich potenziellem Parkgelände durch. Darin definierte er die grundlegenden langfristigen Ziele und gab Leitlinien für Erwerb und Entwicklung von öffentlichen Parks vor. Er war auch Gründungsmitglied und später Präsident der amerikanischen Gesellschaft der Landschaftsarchitekten (American Society of Landscape Architects).
Unter der Führung von John Charles Olmsted und Frederick Law Olmsted, Jr. beschäftigte die Olmsted-Brothers-Firma in ihrer erfolgreichsten Zeit in den frühen 1930er Jahren fast 60 Mitarbeiter. Als letztes Familienmitglied zog sich Olmsted Jr. im Jahre 1949 aus der Firma zurück.

## Ehrungen
1918 wurde Olmsted in die American Academy of Arts and Letters und 1920 in die American Academy of Arts and Sciences gewählt; 1929 wurde er in New York zum Mitglied (NA) der National Academy of Design gewählt.
Olmsted Point im Yosemite und Olmsted Island bei den Great Falls des Potomac River in Maryland sind nach ihm benannt.
Olmsted Grove im Redwood National Park wurde ihm im Jahre 1953 geweiht, im selben Jahr, in dem er die Pugsley Goldmedaille erhielt.

## Projekte
Eine unvollständige Liste von Olmsteds Design-Projekten in der amerikanischen Hauptstadt liest sich wie ein Leitfaden zu Websites des National Park Service: National Mall & Memorial Parks, Jefferson Memorial, Weißes Haus Anlagen und Rock Creek Park.
In seinen späteren Jahren arbeitete Olmsted, Jr., für den Schutz von Kaliforniens Küstenmammutbaum (coastal redwoods).
Er war verantwortlich für das im Terrassenstil gestaltete master plan-Layout der Cornell University. Er arbeitete außerdem an den Bok Tower Gardens in Lake Wales (Florida) und Forest Hills Gardens im New Yorker Stadtteil Queens.
Weitere Projekte (Auszug):
- Landschaftsgestaltung im Waveny Park,[7] New Canaan, Connecticut, 1912.
- St. Francis Wood Wohnviertel im Südwesten San Franciscos, 1914
- Markanter Überbau zum Schutz des Casa Grande Ruins National Monument, 1932